# الگرنن بلکوود

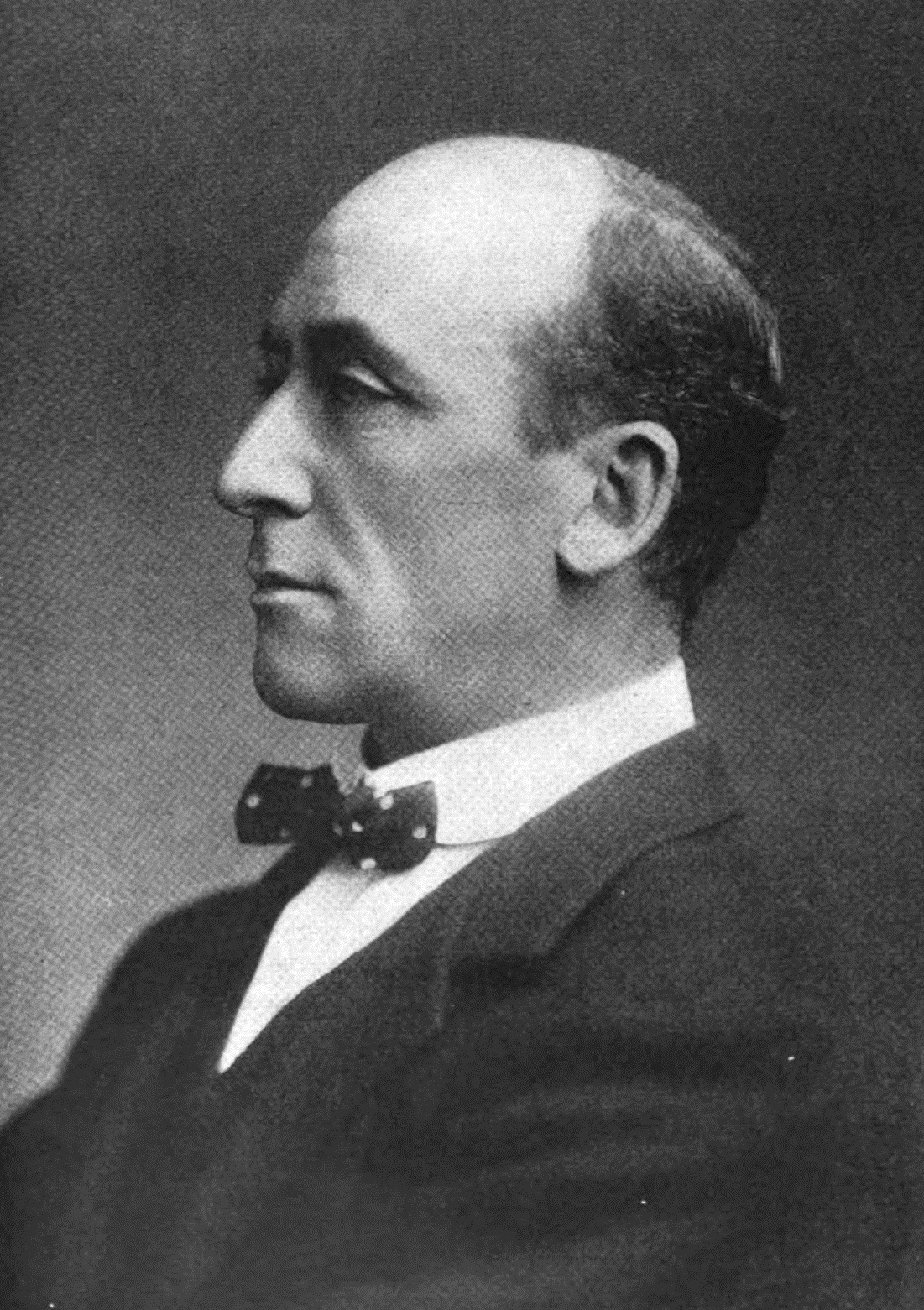
Algernon Blackwood

الگرنن بلکوود (انگلیسی: Algernon Blackwood; ۱۴ مارس ۱۸۶۹ – ۱۰ دسامبر ۱۹۵۱) یک نویسنده و گوینده اهل انگلستان بود.